# 9e Haarlem Basketball Week
De 9e editie van de Haarlem Basketball Week werd gehouden van december 1990 tot en met januari 1991 in het Kenemer Sportcentrum. Het evenement werd bezocht door ongeveer 16.000 toeschouwers.

## Poule A
- Kalev Tallinn
- Marathon Oil Chicago
- Nashua Lasers Den Bosch
- Athletes in Action

## Poule B
- Levi’s WBL All Stars
- Commodore Den Helder
- Hapoel Tel Aviv
- Olympique d'Antibes

## Uitslagen

### Groepsfase

#### Poule A
- Athletes in Action 86 vs 83 Marathon Oil Chicago
- Kalev Tallinn 94 vs 74 Nashua Lasers Den Bosch
- Nashua Lasers Den Bosch ?? vs ?? Athletes in Action
- Kalev Tallinn 95 vs 76 Marathon Oil Chicago
- Athletes in Action 89 vs  95 Kalev Tallinn
- Marathon Oil Chicago ?? vs ?? Nashua Lasers Den Bosch

#### Poule B
- Commodore Den Helder 126 vs 129 Levi’s WBL All Stars (na verlenging)
- Olympique d'Antibes 108 vs 96 Hapoel Tel Aviv (na verlenging)
- Commodore Den Helder 108 vs 99 Olympique d'Antibes
- Levi’s WBL All Stars 104 vs 102 Hapoel Tel Aviv
- Commodore Den Helder 97 vs 87 Hapoel Tel Aviv
- Levi’s WBL All Stars 100 vs 95 Olympique d'Antibes

#### Eindstand Poule A
- 1.  Kalev Tallinn
- 2.  Nashua Lasers Den Bosch
- 3.  Athletes in Action
- 4.  Marathon Oil Chicago

#### Eindstand Poule B
- 1.  Levi’s WBL All Stars
- 2.  Commodore Den Helder
- 3.  Olympique d'Antibes
- 4.  Hapoel Tel Aviv

## Halve finales
- Levi’s WBL All Stars 101 vs 76 Nashua Lasers Den Bosch
- Kalev Tallinn 105 vs 91 Commodore Den Helder

## Finale
- Levi’s WBL All Stars 122 vs 106 Kalev Tallinn

## Eindstand
- 1.  Levi’s WBL All Stars
- 2.  Kalev Tallinn
- 3.  Commodore Den Helder
- 4.  Nashua Lasers Den Bosch
- 5.  Athletes in Action
- 6.  Olympique d'Antibes
- 7.  Hapoel Tel Aviv
- 8.  Marathon Oil Chicago